# Trans-Asia 1
Il Trans-Asia 1 è stato un traghetto, appartenuto alla Trans-Asia Shipping Lines e precedentemente, a La Méridionale ed alla Grimaldi Lines.

## Servizio
Varato il 5 ottobre 1979 nel cantiere navale Ateliers & Chantiers du Havre di Le Havre con il nome di Porto Cardo e consegnato il 20 maggio 1980 alla francese La Méridionale, prende servizio sulle linee da Marsiglia per la Corsica al posto del vecchio Ville De Bastia nello stesso mese.
A luglio 1999 viene ceduto alla Grimaldi Lines, appena sbarcata nel settore del trasporto dei passeggeri, e viene ribattezzato Malta Express.
Il 7 luglio 1999 entra in servizio sulla Salerno-La Valletta-Valencia.
Dal 15 luglio 2003 entra in servizio sulla Livorno-Valencia.
Nell'aprile del 2006 viene noleggiato al governo di Trinidad e Tobago.
Il 12 giugno 2006 viene ceduto alla A Transferer Sur 20499 e, dopo ave issato bandiera delle Bahamas, viene ribattezzato Warrior Express. Il 16 giugno giunge a Port of Spain ed il 19 giugno cambia nome in Warrior Spirit, prendendo servizio sulla Port of Spain-Trinidad e Tobago.
A giugno 2007 viene venduto alla Achieva Shipping II Ltd.
A settembre 2008 issa bandiera di Saint Kitts e Nevis.
Nel settembre del 2016 issa bandiera di Niue.
Ad agosto 2018 viene venduto alla filippina Trans-Asia Shipping Lines e ribattezzato Trans-Asia 1, entrando in linea sulla Cebu-Misamis Oriental.
Il 10 luglio 2019, mentre il Trans-Asia 1 si trovava in sosta a Cebu, scoppia un incendio a bordo, costringendo i 36 membri dell'equipaggio ad abbandonare il traghetto.
Il 9 giugno 2021 viene disarmato a Punta Engaño.
Tornato in servizio, nel dicembre del 2021 si arena durante il passaggio del tifone Orette sulle Filippine.
Il 16 luglio 2022, scoppia un incendio a bordo del traghetto che lo avvolge completamente. Due delle 8 persone presenti a bordo furono portate in ospedale.
Dall'incendio non si hanno più notizie del traghetto, anche se è molto probabile che sia stato demolito in seguito al sinistro.

## Navi gemelle
- Monte Stello